# Suïssa al Festival de la Cançó d'Eurovisió Júnior
Suïssa va ser un dels països que va debutar al Festival de la Cançó d'Eurovisió Júnior en 2004.
Suïssa només hi ha participat una vegada, en 2004. En 2005, el país anuncià la seva participació amb Mara & Meo, però finalment, per dificultats econòmiques, van decidir no fer-ho. En la seva única participació van enviar un artista anomenat Demis Mirarchi amb el tema "Birichino", qui no va tenir molt èxit i va quedar en 16è lloc amb un total de 4 punts.

## Història
L'emissora en llengua italiana RTSI va decidir d'hora que per problemes de pressupost, la guanyadora del concurs local de cançons infantils Mara e Meo de 2002 representaria el país al Festival de la Cançó d'Eurovisió Júnior 2004. Tot i que les regles de l'EBU en aquell moment prohibien que els cantants professionals ingressin, segons RTSI, la UER havia fet una excepció. Tot i no ser responsables de l'entrada del país, les emissores de llengua alemanya i francesa SRF i RTS van retransmetre el concurs amb comentaris en llengua materna.
L'any següent, a causa de dificultats financeres, RTSI va anunciar que no podrien participar en el concurs sense la participació d'altres emissores de Suïssa i el finançament de la SRG SSR. RTSI va reafirmar aquesta decisió de premsa el 2016.

## Participacions
Llegenda
| Any                                   | Seu         | Artista        | Cançó       | Lloc | Punts |
| ------------------------------------- | ----------- | -------------- | ----------- | ---- | ----- |
| 2004                                  | Lillehammer | Demis Mirarchi | «Birichino» | 16   | 4     |
| No hi va participar entre 2005 i 2024 |             |                |             |      |       |